# Mark Gerstorfer
Mark Siegfried Gerstorfer (geb. 1979 in Hallein) ist ein österreichischer Filmregisseur.

## Leben
Mark Gerstorfer wuchs in Österreich und Bayern auf. Als Kind besuchte er eine Klosterschule. Nach einer Lehre als Chemiefacharbeiter machte er sein Abitur in Altötting in Oberbayern. Er absolvierte sein Fotografie-Studium an der Akademie der Bildenden Künste Wien, ehe er sich an der Filmakademie Wien einschrieb, um unter der Anleitung von Michael Haneke Regie zu studieren. Er erhielt das START-Stipendium des Bundeskanzleramts sowie das Jahresstipendium des Landes Salzburg. Er schloss sein Regiestudium an der Wiener Filmakademie in der Meisterklasse für Regie mit Auszeichnung ab.
Mark Gerstorfer lebt und arbeitet in Wien.
Sein Film Erlösung wurde auf zahlreichen internationalen Filmfestivals gezeigt und mehrmals ausgezeichnet. Des Weiteren verfilmte er den Comic TNT – Eine Boxerstory des österreichischen Comicautors Nicolas Mahler. Die Hauptrolle spielte der zweifache Boxweltmeister Graciano Rocchigiani. Es handelte von dessen einzigen Auftritt als Schauspieler in einem Film. Er starb kurz nach der Weltpremiere beim Montreal World Film Festival durch einen Verkehrsunfall. Der Film hatte seine deutsche Uraufführung bei den Hofer Filmtagen.
Sein Film „Die unsichtbare Grenze“ wurde weltweit auf verschiedenen Festivals gezeigt und prämiert. „Die unsichtbare Grenze“ handelt von der Abschiebung einer kosovarischen Familie durch die Polizei und schildert den Einsatz aus der Perspektive der schwarzen Polizistin Nancy und ihrem Dilemma zwischen Pflicht und Humanität.
Der Film gewann Gold bei den Student Academy Awards; Gerstorfer ist damit der erste österreichische Staatsbürger, welcher diesen Preis erhielt. Der Kurzfilm „Die unsichtbare Grenze“ schaffte es in der Kategorie „Best Live Action Short“ unter die letzten 15 Kurzfilme für den Oscar. Zudem gewann er den Preis für den besten Kurzfilm beim Österreichischen Filmpreis 2024.

## Filmografie (Auswahl)

### Regie
- Lebensretter Konstantin (2011)
- Erlösung (2014)
- TNT Boxerstory (2018)
- Die unsichtbare Grenze (2022)

### Kamera
- Kommt ein Sonnenstrahl in die Tiefkühlabteilung und weicht alles auf (2010)
- Zwölf Explosionen (2011)
- RaumZeitHund (2011)
- A to A (2011)

### Produzent
- A to A (2011)

## Ehrungen und Auszeichnungen
- „Lobende Erwähnung Österreich Wettbewerb“ (VIS – Vienna Independent Shorts, 2014)
- „Lobende Erwähnung Preis der Jugendjury“ (VIS – Vienna Independent Shorts, 2014)
- „Best International Film“ (11th Akbank Short Film Festival, 2015)
- „Best Movie“ (360° Taratsa Film Festival, Thessaloniki, 2015)
- „Special Mention“ (14th Sleepwalkers International Short Film Festival, Tallinn, 2014)
- „Special Festival Mention“ (3rd Indian Cine Film Festival, Deli, 2015)
- „Jury Selection – Best Movie“ (Shared Sight: International Short Film Festival, Rumänien, 2017)
- „Best Foreign Film“ (Independent film festival in Williamsburg, Brooklyn 2018)
- „Best Short Film, Best Director“ (Palermo Sport Film Festival 2018)
- „Francisco García de Paso‘ Human Values Mention“ (50th Huesca International Film Festival, Juni 2022, Spanien)
- „Best Director“ (BARCIFF – Barcelona Indie Filmmakers Festival, Juli 2022, Spanien)
- „Österreichischer Nachwuchspreis“ (Filmfestival Kitzbühel, August 2022, Österreich)
- „Best Reflecting Albania Award“ (Tirana International Film Festival, September 2022, Albanien)[7]
- Oscar Shortlist bei den 96th Academy Awards
- Academy GOLD bei den Student Academy Awards
- 2024: Auszeichnung mit dem Österreichischen Filmpreis 2024 in der Kategorie Bester Kurzfilm für Die unsichtbare Grenze[8]